# Kostel svatého Jana Křtitele (Křížlice)
Kostel svatého Jana Křtitele v Křížlicích je římskokatolický farní kostel  v krkonošské obci Křížlice (část Jestřabí) v okrese Semily v Libereckém kraji. Kostel byl postaven v roce 1814 v empírovém slohu. U kostela je hřbitov a budova fary křížlické farnosti. Od roku 2022 je arál památkově chráněn.

## Historie

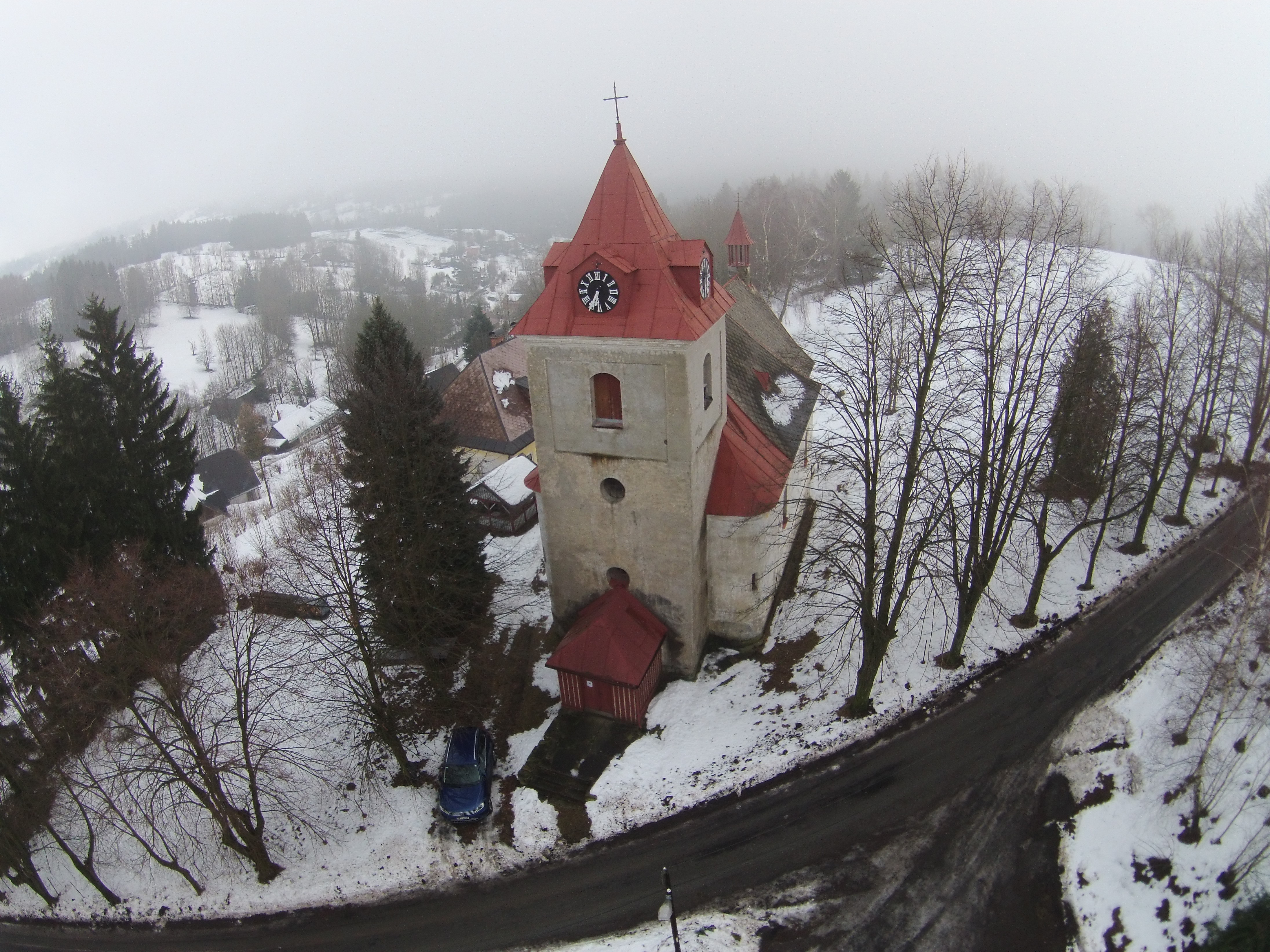
Kostel z ptačí perspektivy

Křížlický katolický kostel zasvěcený sv. Janu Křtiteli je z roku 1814 a je tak o téměř třicet let mladší než zdejší evangelický kostel se hřbitovem, vzdálený asi 200 metrů jižně.
V kostele jsou varhany neznámého mistra z doby výstavby kostela, jednomanuálové varhany o 6 rejstřících, které roku 1861 obnovil varhanář Josef Prediger (1812-1891), cena za opravu tehdy činila 300 zlatých. 
V interiéru kostela je křtitelnice od sochaře Antonína Suchardy.
Bohoslužby se zde konají o sobotách od 16 hodin.